# Јато голубова
Јато голубова (Изворна група Јато голубова) бивши је српски музички састав, који је изводио крајишку народну музику. Састав је настао 1987. године у Грахову, у Босанској Крајини.

## Историја групе
Јато голубова био је музички састав из Крајине. Под именом Јато голубова појавили су се 1987. године на 5. Сијелу Тромеђе у Стрмици код Книна. Као побједници Сијела Тромеђе, снимили су музички албум 1988. године. Јато голубова добило је име по народној пјесми Полетјело јато голубова.
Музички албум су издали у 1988. године у Љубљани. Чланови групе били су са простора Грахова. Чланови групе су били браћа Јован и Милорад Срдић, браћа Милош и Урош Аћамовић, Милован Матић и Бранислав Бране Глигић, те хармоникаш Бранко Браниша Ђукић.

## Естрадна каријера

### Музички албуми
Јато голубова је музички албум издало за малену љубљанску музичку кућу А (4), 1988. године. Албум, који је био у формату музичке касете, имао је насловну пјесму која је носила назив Полетјело јато голубова. Албум је имао осам пјесама. Вокални солиста је био Јован Срдић. Пратећи вокали били су Милован Матић, Бранислав Глигић, Милош Аћамовић, Милорад Срдић и Урош Аћамовић, те хармоникаш Бранко Ђукић. На овом албуму већину пјесама чине народне пјесме из овог краја.

### Естрадни наступи
Јато голубова је било чест гост на различитим културним манифестацијама и појединим музичким фестивалима. Учесници су и побједници 5. Сијела Тромеђе, које је одржано у Стрмици код Книна у августу 1987. године. Посљедњи наступ имали су 7. марта 2020. године, када су се окупили како би наступили на Завичајној вечери Граховљака у Београду.

### Чланови
- Јован Срдић – Вокални солиста.
- Милован Матић – Пратећи вокал, вођа групе.
- Бранислав Бране Глигић – Пратећи вокал.
- Милош Аћамовић – Пратећи вокал.
- Милорад Срдић – Пратећи вокал.
- Урош Аћамовић – Пратећи вокал.
- Бранко Браниша Ђукић – Хармоникаш.

### Хитови
- Кад облаци крену с мора (1988)[10]
- Ој, Шаторе, ти планино стара (1988)[11][12]
- Полетјело јато голубова (1988)[13]

### Фестивали
- 1987. Пето Сијело Тромеђе у Стрмици, код Книна, побједници фестивала.[3]
- 2009. Сабор крајишке пјесме у Бањалуци – Кад би грло опет запјевало.[14]

### Манифестације
- 1989. Дом културе у Грахову.[5][6]
- 2020. Завичајно вече Граховљака у Београду[7][8]

## Дискографија

### Албуми
- Полетјело јато голубова, А (4) (1988)